# Jiří Jesenský
Jiří Jesenský (27. září 1905 Praha – 24. října 1942 Mauthausen) byl český šermíř, lékař a odbojář, popravený nacisty za aktivní podporu výsadkářů Operace Anthropoid. Jeho bratrem byl docent lékařské fakulty University Karlovy v Praze MUDr. Jan Jesenský, strýcem profesor Jan Jesenský a sestřenice novinářka Milena Jesenská.

## Život
Narodil se do lékařské rodiny Františkovi Jesenskému a jeho manželce Miladě Jesenské, rozené Hoyerové. Vystudoval lékařskou fakultu UK v Praze. V roce 1928 byl uváděn jako zubní technik na Zubní klinice Univerzity Karlovy (kliniku vedl jeho strýc prof. dr. Jan Jesenský). Později provozoval v Praze stomatologickou ordinaci. Poprvé byl ženat s Marií Pallyovou (* 1908, sňatek 4. července 1932); toto manželství bylo rozvedeno v roce 1933 a rozloučeno v roce 1935. Druhou manželkou byla Žofie, rozená Vojtová.

### Sportovní kariéra
Byl mistrem Československa v šermu fleretem, startoval na olympijských hrách 1936, kde v soutěži jednotlivců vypadl ve čtvrtfinálové skupině, s československým družstvem po vítězství nad Dány a porážkách s Belgií a Rakouskem skončil na devátém až dvanáctém místě. Na mistrovství světa v šermu 1938 v Piešťanech získal bronzovou medaili v soutěži družstev. Byl také nominován na mistrovství světa 1939 v Meranu, které se však kvůli vypuknutí druhé světové války neuskutečnilo.

### Odboj a smrt
V době nacistické okupace českých zemí se zapojil do odbojové činnosti a ošetřoval výsadkáře z operace Anthropoid a Silver A. S Jozefem Gabčíkem a Josefem Valčíkem se seznámil prostřednictvím dobrovolné sestry Anežky Zajíčkové. Převážel parašutisty po celé Praze a okolí (Štěchovice, Jílové apod.). Teprve až 2. června 1942 se přestěhoval se svou manželkou do domu č. 7 v Resslově ulici, naproti pravoslavnému kostelu sv. Cyrila a Metoděje, kde se parašutisté ukrývali. V domě je nyní známá Krčma u parašutistů. Ukrytým výsadkářům pak dodával léky, jídlo a věci denní potřeby. Do podpory zapojil i svého bratra MUDr. Jana Jesenského a jeho ženu MUDr. Alžbětu Jesenskou.
Stejně jako dalším podporovatelům parašutistů se mu stalo osudným udání Karla Čurdy na gestapu 16. června 1942. Po sérii výslechů a po skončení bojů v kostele došlo i na Jesenské. Jiří Jesenský se ještě 22. června 1942 viděl se svým otcem a řekl mu, že bude jistě zatčen. To se stalo velmi rychle, gestapo ho našlo v jeho ordinaci během dne 23. června, jeho manželku Žofii zatklo večer. Z vazby v Praze byli oba převezeni do terezínské Malé pevnosti a dne 29. září 1942 stanným soudem odsouzeni k trestu smrti. Po transportu byli 24. října 1942 popraveni zastřelením v koncentračním táboře Mauthausen.
Zatčení se vyhnuli jen rodiče Jiřího a Jana Jesenských, František a Milada. Stalo se tak jen díky mlčenlivosti synů, kteří na gestapu neprozradili nic o tom, že o spolupráci s parašutisty něco věděli.

## Připomínky
- Jeho jméno (Jesenský Jiří * 27.9.1905) je uvedeno na pomníku při pravoslavném chrámu svatého Cyrila a Metoděje (adresa: Praha 2, Resslova 9a). Pomník byl odhalen 26. ledna 2011 a je součástí Národního památníku obětí heydrichiády.[13][14]
- V červnu 2017 byla manželům Jesenským odhalena na domě v Resslově ulici číslo 7 (číslo popisné 1939),[15][16] kde žili před zatčením,[p 2] pamětní deska[17] s tímto textem:[16] „V TOMTO DOMĚ ŽILI OBĚTAVÍ ČLENOVÉ ODBOJE / MUDr. ŽOFIE JESENSKÁ / A / MUDr. JIŘÍ JESENSKÝ / SPOLUPRACOVNÍCI VOJENSKÉ OPERACE ANTHROPOID A DALŠÍCH VÝSADKŮ / BYLI POPRAVENI NACISTY 24.10.1942 V MAUTHAUSENU. // U PŘÍLEŽITOSTI 75.VÝROČÍ OPERACE ANTHROPOID VĚNUJE / MĚSTSKÁ ČÁST PRAHA 2“.[15][16]
- V roce 2020 Česká stomatologická komora adoptovala (v rámci akce Adopce významných hrobů) symbolický hrob (kenotaf) rodiny Jesenských na Olšanských hřbitovech v Praze (Část IX., oddělení 3a, číslo hrobu 247).[18][19]
- Na děkanátu 1. lékařské fakulty Univerzity Karlovy (ve výukové laboratoři stomatologie č. 3.020) visí pamětní deska věnovaná Jiřímu Jesenskému.

## Galerie

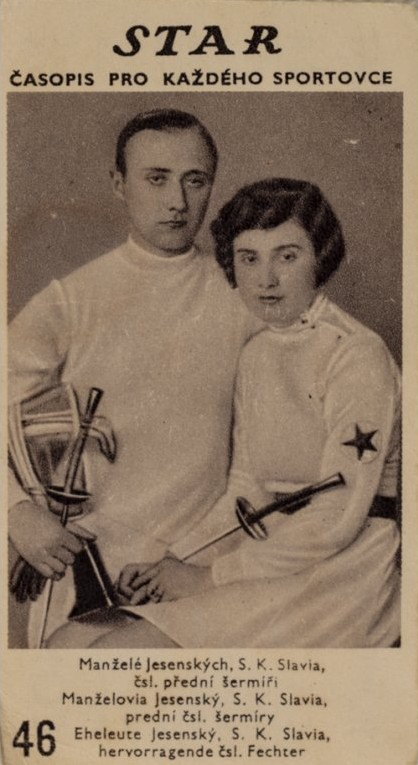
Manželé Jesenských (Žofie a Jiří), SK Slavia přední šermíři (kartička z časopisu Star)
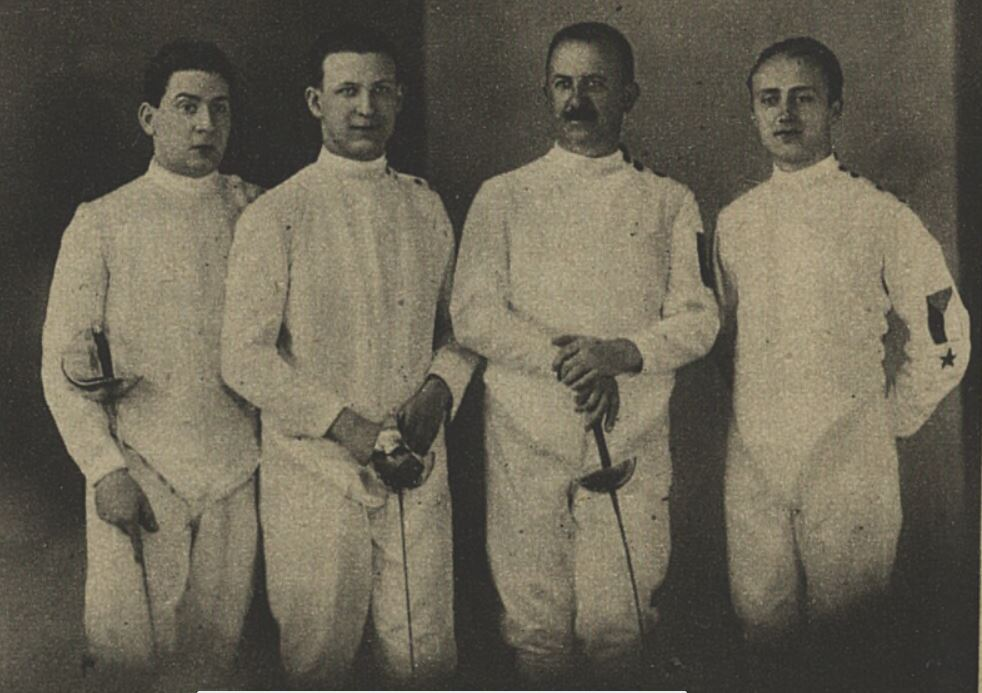
Jiří Jesenský (první zprava) jako člen SK Slavia, foto Karel Manger 1930
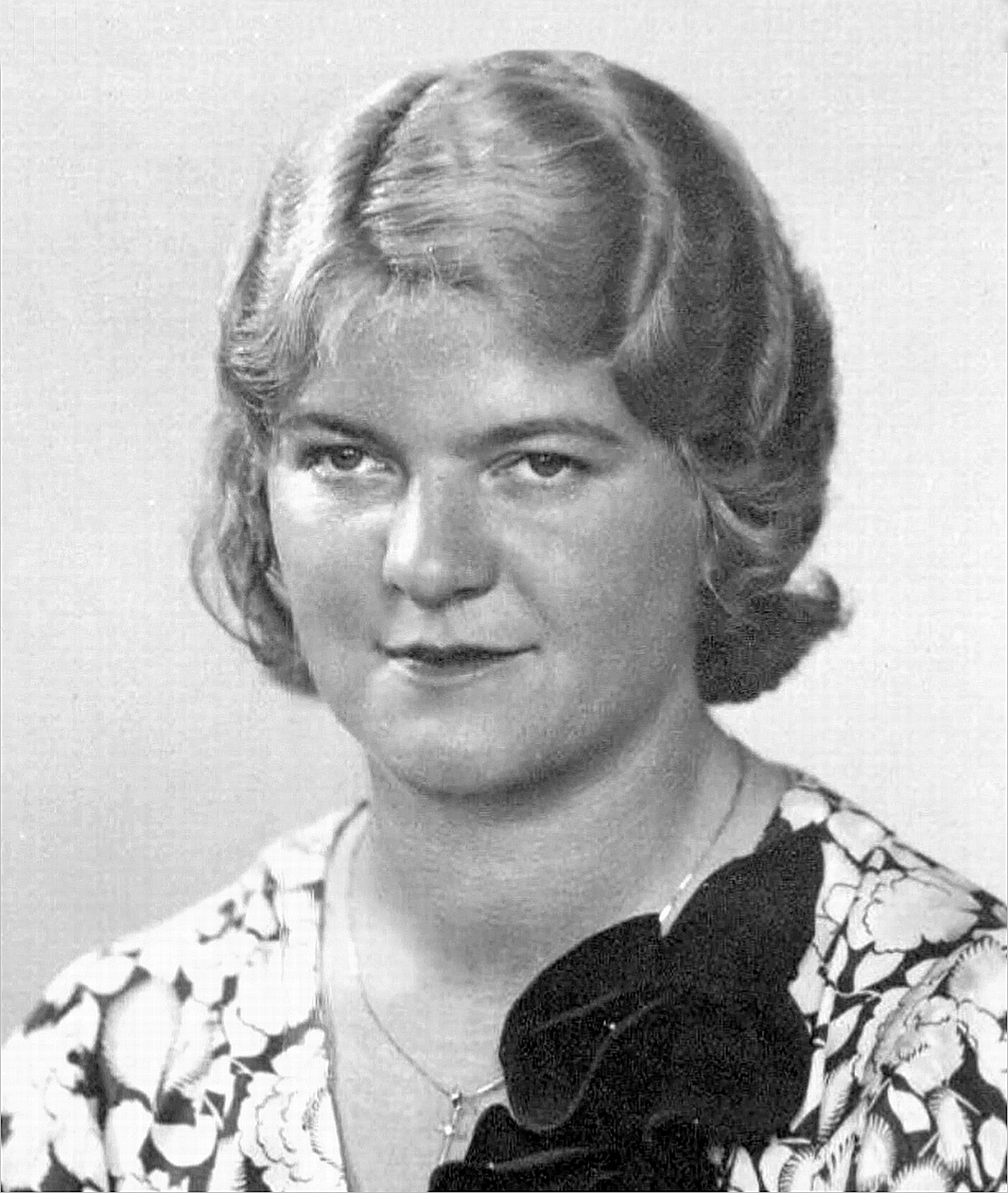
Jeho manželka Žofie Vojtová (1903–1942)
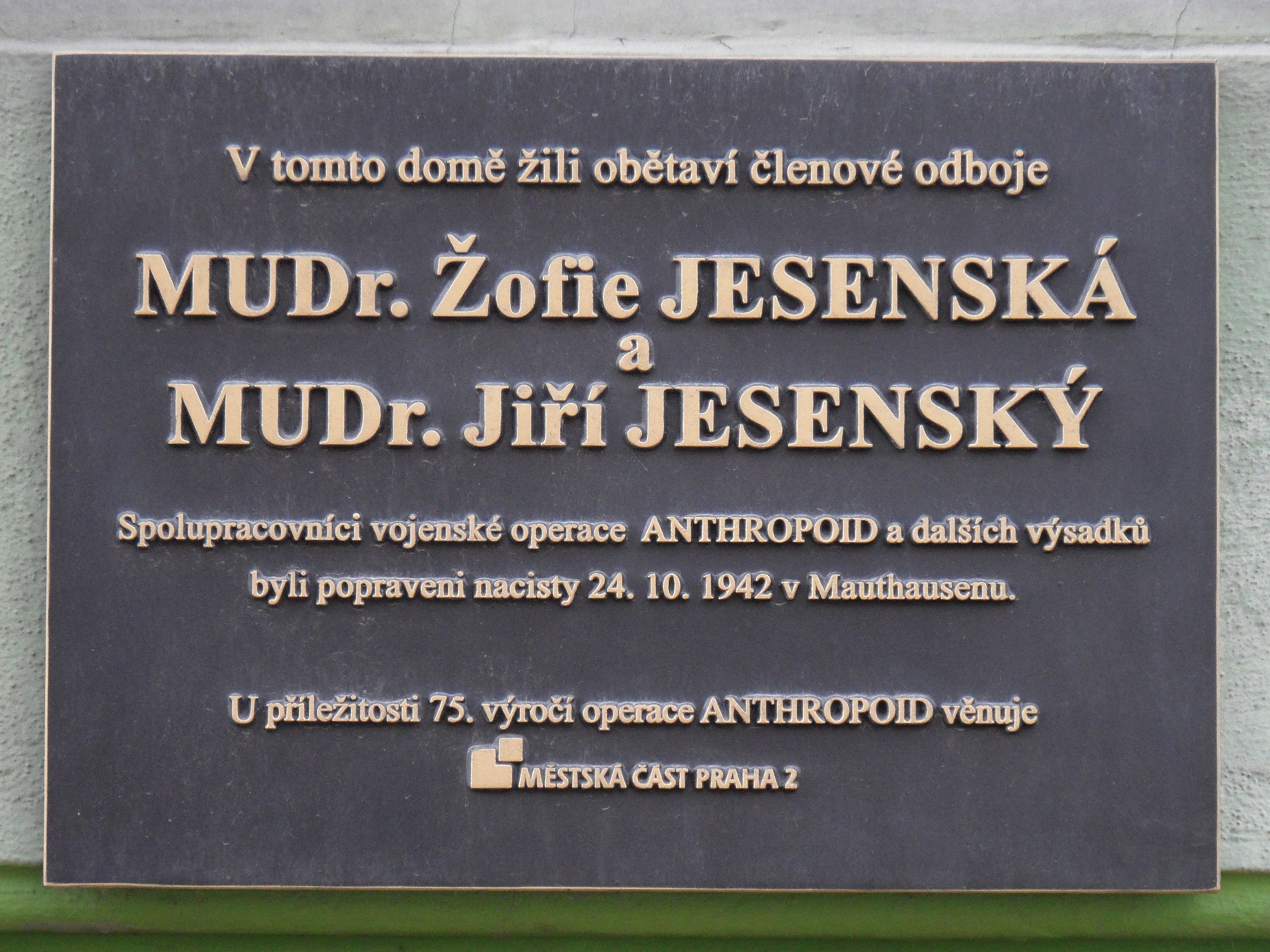
Pamětní deska v Resslově ulici číslo 7 v Praze 2
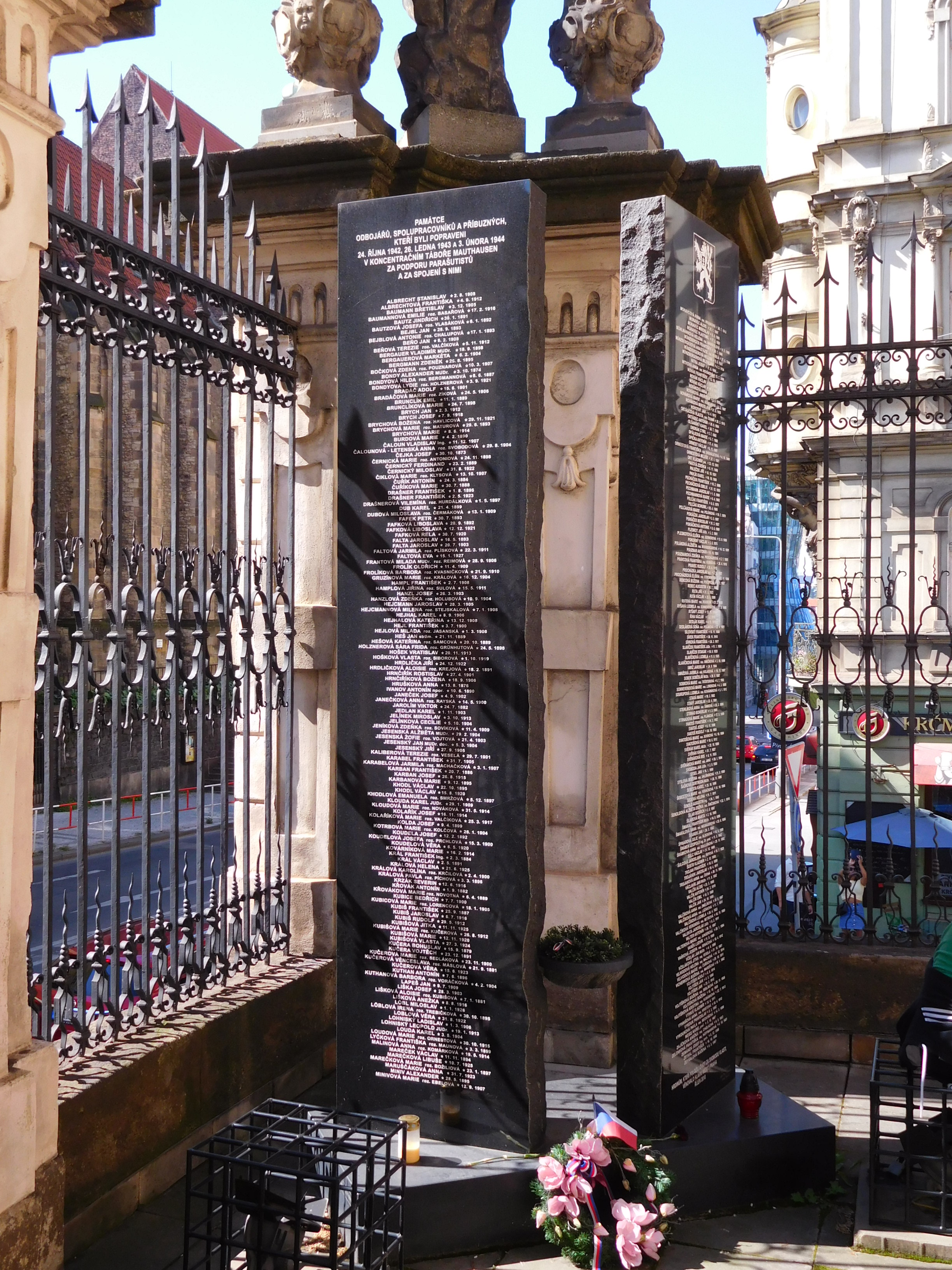
Pomník odbojářům popraveným a umučeným v souvislostí s operací Anthropoid (Resslova ulice)
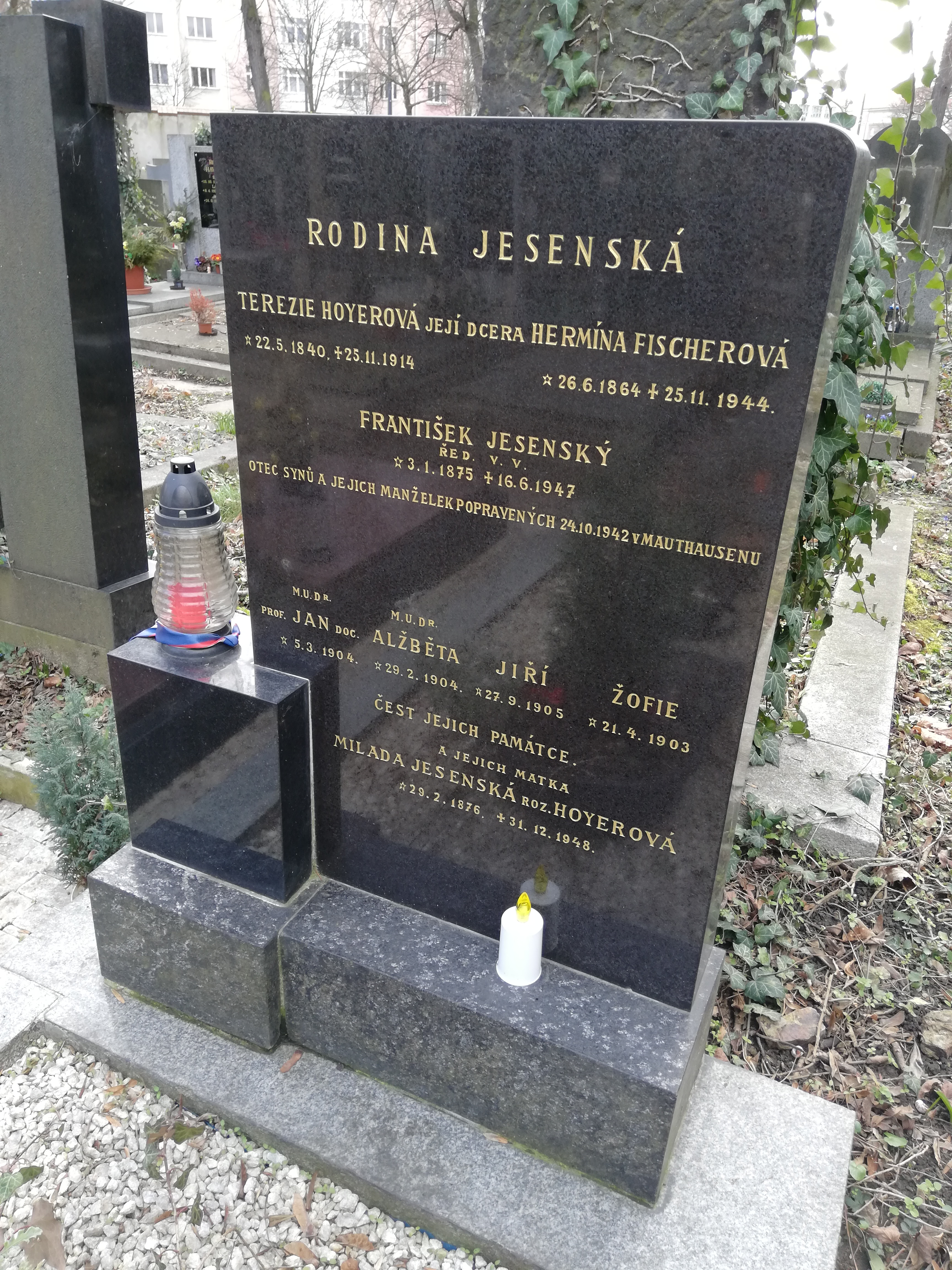
Symbolický hrob (kenotaf) rodiny Jesenských na Olšanských hřbitovech v Praze